# Pico Nevosa
El Pico Nevosa (Pico da Nevosa, en portugués) es una montaña de la península ibérica, entre Portugal y España. Situado en la Sierra de Gerez, en el Parque nacional de Peneda-Gerez, cuenta con una altitud de 1546 metros sobre el nivel del mar, lo que lo hacen el segundo punto más elevado del Portugal continental.